# Comuna Cerkasivka
Cerkasivka (în ucraineană Черкасівка) este o comună în raionul Poltava, regiunea Poltava, Ucraina, formată din satele Bojkî, Bojkove, Burtî, Cerkasivka (reședința), Kolomak, Opișneanî, Verbove și Vilhivșciîna.

## Demografie
Componența lingvistică a comunei Cerkasivka
     Ucraineană (95,17%)
     Rusă (4,59%)
Conform recensământului din 2001, majoritatea populației comunei Cerkasivka era vorbitoare de ucraineană (95,17%), existând în minoritate și vorbitori de rusă (4,59%).